# 神奈川縣第2區
神奈川縣第2區是日本眾議院的一個小選區，設於1994年。範圍包括橫濱市西區、南區、港南區。2016年的選民人數為431,794人。

## 小選舉区選出議員
| 選舉名                 | 年     | 当選者 | 党派       | 選區範圍                 |
| ---------------------- | ------ | ------ | ---------- | ------------------------ |
| 第41屆眾議院議員總選舉 | 1996年 | 菅義偉 | 自由民主党 | 横濱市西区、南区、港南区 |
| 第42屆眾議院議員總選舉 | 2000年 | 菅義偉 | 自由民主党 | 横濱市西区、南区、港南区 |
| 第43屆眾議院議員總選舉 | 2003年 | 菅義偉 | 自由民主党 | 横濱市西区、南区、港南区 |
| 第44屆眾議院議員總選舉 | 2005年 | 菅義偉 | 自由民主党 | 横濱市西区、南区、港南区 |
| 第45屆眾議院議員總選舉 | 2009年 | 菅義偉 | 自由民主党 | 横濱市西区、南区、港南区 |
| 第46屆眾議院議員總選舉 | 2012年 | 菅義偉 | 自由民主党 | 横濱市西区、南区、港南区 |
| 第47屆眾議院議員總選舉 | 2014年 | 菅義偉 | 自由民主党 | 横濱市西区、南区、港南区 |
| 第48屆眾議院議員總選舉 | 2017年 | 菅義偉 | 自由民主党 | 横濱市西区、南区、港南区 |
| 第49屆眾議院議員總選舉 | 2021年 | 菅義偉 | 自由民主党 | 横濱市西区、南区、港南区 |
| 第50屆眾議院議員總選舉 | 2024年 | 菅義偉 | 自由民主党 | 横濱市西区、南区、港南区 |